# Bamboo Engineering
Bamboo Engineering is een in 2009 opgericht Brits autosportteam.

## Geschiedenis
Bamboo Engineering is opgericht na het opstappen van Tempus Sport-eigenaar Richard Coleman. In het BTCC reden ze in 2009 met Harry Vaulkhard als coureur.

### WTCC
In 2010 stapte Bamboo over naar het World Touring Car Championship met Vaulkhard en Darryl O'Young als coureurs en een Chevrolet Lacetti als auto. Door problemen met zijn budget werd Vaulkhard tijdens het seizoen vervangen door Yukinori Taniguchi. Zij behaalden in totaal vijf overwinningen bij de independents, waardoor Bamboo als tweede eindigde bij de independentteams.
In 2011 ging Bamboo door met O'Young en Taniguchi als coureurs. Dit jaar behaalde het team slechts één overwinning bij de independents; in de tweede race op het Circuit Zolder eindigde O'Young als vierde en als eerste van de independentcoureurs. Bamboo eindigde dit jaar als vijfde bij de independentteams.
In 2012 begon Bamboo met twee WTCC-debutanten, Alex MacDowall en Pasquale di Sabatino. Voor de race op Autódromo Internacional de Curitiba wordt de zieke Di Sabatino vervangen door Michel Nikjær. Beide coureurs keerden hierna niet meer terug in het kampioenschap en de tweede auto werd aan Robb Holland en later O'Young gegeven. O'Young behaalde in de laatste race op het Circuito da Guia de enige overwinning voor het team, dat als vierde eindigde bij de independentteams.
In 2013 nam Bamboo aan het WTCC deel met MacDowall en James Nash.

### GP3
In 2013 nam Bamboo ook deel aan de GP3 Series als vervanger van Atech CRS Grand Prix.